# Верхньояушево
Верхньояу́шево (рос. Верхнеяушево, башк. Үрге Яуыш) — село у складі Федоровського району Башкортостану, Росія. Адміністративний центр Верхньояушевської сільської ради.
Населення — 448 осіб (2010; 482 в 2002).
Національний склад:
- татари — 81%